# Атмень
Атме́нь (чув. Этмен) — выселок в Аликовском муниципальном округе Чувашской Республики. Входил в состав Шумшевашского сельского поселения до его упразднения в 2022 году.

## Общие сведения о выселке
Выселок Атмень расположен в 3 км по автодорогам к северу от центра поселения и в 17 км по автодорогам к северо-западу от Аликова.
В настоящее время выселок в основном газифицирован.

## История
Основан в 1928 году в связи с организацией колхоза «Сталин». Изначально назывался Выселки Атмени, затем в 1938—40 годах — Нагорный. До 1939 года был центром Атменьского сельсовета Аликовского района, позже — в Шумшевашском сельсовете Советского района. С 1956 года — вновь в Аликовском районе. С декабря 1962 года — в Ядринском районе. С 14 марта 1965 года снова в Аликовском районе.

## Население[3]
| 2010 | 2012 |
| ---- | ---- |
| 26   | ↗33  |

- 1939 год — 93 человека (45 мужчин, 48 женщин)
- 1979 год — 44 человека (20 мужчин, 24 женщины)
- 2002 год — 15 дворов, 35 человек (14 мужчин, 21 женщина), чуваши (100 %)[6].
- 2010 год — 10 частных домохозяйств, 26 человек (11 мужчин, 15 женщин).